# Asterix a Caesarův vavřínový věnec
Asterix a Caesarův vavřínový věnec je 18. díl ze série komiksů o Asterixovi.
V příběhu nejdříve náčelník Majestatix se svými nejlepšími lidmi z vesnice tedy s Asterixem, Obelixem ale také se svojí manželkou Bledulínou navštíví v Lutecii Bledulinina bratra Homeopatixe, který je pozval na večeři. Majestatix není z této návštěvy moc nadšen protože mu prý leze Homeopatix na nervy. Obelix a Majestatix se při hostině opijí a slíbí Homeopatixovi, že ho pozvou do vesnice na ragú kořeněné bobkovým listem z Caesarova vavřínového věnce. Homeopatix tento slib přijímá přesto, že mu Bledulína říká že to říkají jen proto že jsou opití. Asterix a Obelix nakonec přinesou vavřínový věnec a Majestatix pozve Homeopatixe na slíbené ragú, ale potom je naštvaný že mu nechutnalo. A samozřejmě příběh jako vždy končí hostinou.